# 그리스와 덴마크의 왕자빈 크리시
그리스와 덴마크의 왕자빈 크리시(그리스어: Chrysí Vardinogiánni, 1981년 6월 24일 ~ )는 그리스 상속녀이자 그리스와 덴마크 왕실의 일원이며, 그리스와 덴마크의 왕자 니콜라오스의 두 번째 부인이다.